# Station Świdnica Przedmieście
Station Świdnica Przedmieście is een spoorwegstation in de Poolse plaats Świdnica.